# Finale della Coppa dei Campioni 1989-1990
La Finale della Coppa dei Campioni 1989-1990 si disputò il 23 maggio 1990 presso lo stadio Prater di Vienna tra i portoghesi del Benfica e gli italiani del Milan. All'incontro assistettero circa 57 558 spettatori. La partita, arbitrata dall'austriaco Helmut Kohl, vide la vittoria per 1-0 della squadra meneghina.

## Le squadre
| Squadre | Partecipazioni precedenti (il grassetto indica la vittoria) |
| ------- | ----------------------------------------------------------- |
| Milan   | 4 (1958, 1963, 1969, 1989)                                  |
| Benfica | 6 (1961, 1962, 1963, 1965, 1968, 1988)                      |

## Il cammino verso la finale
Il Milan di Arrigo Sacchi, detentore del trofeo, esordì al primo turno contro i finlandesi dell'HJK di Helsinki, vincendo con un risultato complessivo di 5-0. Agli ottavi i Rossoneri incontrarono gli spagnoli del Real Madrid, riuscendo a superare il turno vincendo 2-0 a San Siro e venendo sconfitti 1-0 al Bernabéu. Ai quarti il Milan ebbe la meglio dei belgi del Malines per 2-0, nella partita di ritorno nelle Fiandre risoltasi ai tempi supplementari. In semifinale i tedeschi del Bayern Monaco diedero filo da torcere ai Diavoli, che riuscirono ad accedere alla loro quinta finale di Coppa dei Campioni nonché seconda consecutiva solo grazie alla regola del gol fuori casa, vincendo 1-0 a Milano e poi cedendo 1-2 nella sfida di ritorno all'Olympiastadion conclusasi ai tempi supplementari. È stata inoltre la prima volta nella storia che una squadra passasse il turno per la regola dei gol in trasferta dopo i supplementari.

van Basten e Kohler, storici avversari, in azione nella semifinale di andata tra Milan e Bayern Monaco.

Il Benfica di Sven-Göran Eriksson iniziò il cammino europeo contro gli irlandesi del Derry City, che batté con un punteggio aggregato di 6-1. Agli ottavi i lusitani superarono agilmente i campioni d'Ungheria dell'Honvéd con un complessivo 9-0. Ai quarti anche i sovietici del Dnipro si arresero facilmente per 4-0 tra andata e ritorno. In semifinale i francesi dell'Olympique Marsiglia si rivelarono un avversario ben più ostico per le Águias, che riuscirono a conquistare l'accesso alla loro settima finale nella competizione solo grazie alla regola del gol in trasferta, perdendo 1-2 l'andata al Vélodrome e ribaltando poi l'esito del doppio confronto grazie alla vittoria 1-0 nel ritorno al da Luz.

## La partita
Milan e Benfica si incontrano nuovamente in una finale di Coppa dei Campioni dopo ventisette anni. Il primo tempo trascorre senza troppe emozioni, si tratta di una partita tattica giocata senza che le due squadre si scoprano troppo, e di fatto si va all'intervallo sul parziale di 0-0.
Il secondo tempo si apre con una squadra rossonera più arrembante, che subito trova la porta con Marco van Basten, il quale però si fa parare il tiro da Silvino Louro. Al 67' arriva il gol che sblocca la partita: van Basten dà una palla in profondità al connazionale Frank Rijkaard il quale si invola a rete e batte il portiere lusitano. Da qui alla fine i Rossi tentano timidamente di ristabilire la parità, ma i Diavoli controllano agevolmente, e di occasioni per entrambe le formazioni non ce ne sono più.

## Tabellino
| Arbitro: | Helmut Kohl |

|              |           |  |
| Rijkaard 68’ | Marcatori |  |

| Milan | Benfica |

| Milan         |    |                       |  |     |
|               |    |                       |  |     |
| P             | 1  | Giovanni Galli        |  |     |
| D             | 2  | Mauro Tassotti        |  |     |
| D             | 3  | Paolo Maldini         |  |     |
| C             | 4  | Angelo Colombo        |  | 89’ |
| D             | 5  | Alessandro Costacurta |  |     |
| D             | 6  | Franco Baresi         |  |     |
| C             | 7  | Carlo Ancelotti       |  | 72’ |
| C             | 8  | Frank Rijkaard        |  |     |
| A             | 9  | Marco van Basten      |  |     |
| A             | 10 | Ruud Gullit           |  |     |
| C             | 11 | Alberico Evani        |  |     |
| Sostituzioni: |    |                       |  |     |
| D             | 13 | Filippo Galli         |  | 89’ |
| A             | 14 | Daniele Massaro       |  | 72’ |
| Allenatore:   |    |                       |  |     |
| Arrigo Sacchi |    |                       |  |     |

| Benfica             |    |                 |             |     |
|                     |    |                 |             |     |
| P                   | 1  | Silvino Louro   |             |     |
| D                   | 2  | José Carlos     |             |     |
| D                   | 3  | Ricardo Gomes   | Ammonizione |     |
| D                   | 4  | Samuel Quina    |             |     |
| D                   | 5  | Aldair          | Ammonizione |     |
| C                   | 6  | Jonas Thern     |             |     |
| C                   | 7  | Vítor Paneira   |             | 78’ |
| C                   | 8  | António Pacheco |             | 59’ |
| C                   | 9  | Hernâni Neves   |             |     |
| C                   | 10 | Valdo Filho     |             |     |
| A                   | 11 | Mats Magnusson  |             |     |
| Sostituzioni:       |    |                 |             |     |
| A                   | 15 | César Brito     |             | 59’ |
| A                   | 16 | Vata            |             | 78’ |
| Allenatore:         |    |                 |             |     |
| Sven-Göran Eriksson |    |                 |             |     |